# Kudžúla Kadphises
Kudžúla Kadphises (kušánsky Κοζουλου Καδφιζου, také Κοζολα Καδαφες) byl kušánský panovník, kterému se během 1. století podařilo sjednotit etnikum Jüe-č'ů, a stát se tak prvním Kušánským králem. Podle genealogie králů, která se dochovala na kamenné desce z Rabataku, byl praotcem pozdějšího krále Kanišky, asi nejznámějšího z kušánských králů vůbec. O králi se též zmiňuje čínská kronika Chou Chan-šu.
Přesný původ Kudžúly není znám, pocházel však z Jüe-č'uů, což bylo etnikum pocházející z Číny, které postupně migrovalo a právě za dob Kudžúly se usídlilo v oblasti centrální Asie, a položilo tak základy Kušánska.
Podobně jako ostatní kušánští králové, i Kudžúla nechal razit mince. Právě díky nim se do současnosti dochovaly nejen Kudžúlovy portréty. Je na nich patrný helénský vliv, nápisy na nich jsou většinou řecky. Na některých lícních stranách mincí byla vyobrazena postava podobající se Buddhovi; avšak domněnka o tom, že se skutečně jedná o Buddhu, byla vyvrácena poté, co byla postava na minci identifikována jako Huviška, prapravnuk Kudžúly. První známá vyobrazení Buddhy na mincích jsou známy až z dob vlády krále Kanišky.